# Thomas Nabert
Thomas Nabert (* 1962 in Thale) ist ein deutscher Regionalhistoriker und Sachbuchautor.
Der an der Martin-Luther-Universität Halle-Wittenberg promovierte Historiker Nabert stammt aus dem Harz und veröffentlicht seit etlichen Jahren zu regionalhistorischen Themen u. a. der Harzgegend. Er ist Geschäftsführer des Vereins Pro Leipzig e. V., welcher eine umfangreiche Publikationstätigkeit im kulturgeschichtlichen Bereich entfaltet (z. B. das Stadtlexikon Leipzig von A bis Z). Nabert ist Mitglied im Deutschen Werkbund. Seine Frau (* 1963 als Andrea Kläring), die 1989 an der Universität Leipzig promoviert wurde, ist ebenfalls bei Pro Leipzig publizistisch tätig.

## Schriften
- Aus der Geschichte des 850-jährigen Meuselwitz. Rat der Stadt Meuselwitz, 1989.
- mit Mathias Nabert: Meuselwitz, Lucka und Umgebung auf alten Ansichtskarten. Sachsenbuch, 1991, ISBN 3-910148-39-5.
- Der Großgrundbesitz in der preußischen Provinz Sachsen 1913–1933. Soziale Struktur, ökonomische Position und politische Rolle. Böhlau, Köln u. a. 1992, ISBN 3-412-08392-5.[4]
- mit Heike Boden und Alice Hecht: Leipziger Stadtpläne: Verzeichnis der in Leipziger Institutionen verfügbaren Karten und Pläne. Passage Verlag, 1994, ISBN 3-9803465-4-4.
- mit Horst Riedel: Stadtlexikon Leipzig von A bis Z. 1. Auflage. Pro Leipzig, Leipzig 2005, ISBN 3-936508-03-8. 2., überarb. und erw. Auflage. Pro Leipzig, Leipzig 2012, ISBN 978-3-936508-82-6.
- Deutsches Stuhlbaumuseum Rabenau/Sa. (Hrsg.): Möbel für alle. Die Geschichte der sächsischen Möbelindustrie. Pro Leipzig, 2014, ISBN 978-3-945027-02-8.[5]